# Dickeyville (Wisconsin)
Dickeyville es una villa ubicada en el condado de Grant en el estado estadounidense de Wisconsin. En el Censo de 2010 tenía una población de 1.061 habitantes y una densidad poblacional de 467,11 personas por km².

## Geografía
Dickeyville se encuentra ubicada en las coordenadas 42°37′35″N 90°35′35″O / 42.62639, -90.59306. Según la Oficina del Censo de los Estados Unidos, Dickeyville tiene una superficie total de 2.27 km², de la cual 2.27 km² corresponden a tierra firme y (0%) 0 km² es agua.

## Demografía
Según el censo de 2010, había 1.061 personas residiendo en Dickeyville. La densidad de población era de 467,11 hab./km². De los 1.061 habitantes, Dickeyville estaba compuesto por el 99.06% blancos, el 0.19% eran afroamericanos, el 0% eran amerindios, el 0% eran asiáticos, el 0% eran isleños del Pacífico, el 0.38% eran de otras razas y el 0.38% pertenecían a dos o más razas. Del total de la población el 1.13% eran hispanos o latinos de cualquier raza.